# لويس براون (لاعب دوري الرغبي)
لويس براون (بالإنجليزية: Lewis Brown)‏ هو لاعب دوري الرغبي نيوزيلندي، ولد في 3 أكتوبر 1986 في كرايستشرش في نيوزيلندا.

## روابط خارجية
- لويس براون على موقع ItsRugby.co.uk (الإنجليزية)